# Leopold Vogl
Leopold Vogl (ur. 16 września 1910 w Atzgersdorfie, zm. 16 grudnia 1991 w Wiedniu) – austriacki piłkarz występujący na pozycji napastnika, reprezentant Austrii, trener piłkarski.

## Kariera klubowa
Grę w piłkę nożną rozpoczął w 1927 roku w klubie Vorwärts Atzgersdorf z rodzinnego Atzgersdorfu. W 1930 roku przeniósł się do Wackeru Wiedeń, gdzie spędził dwa sezony na poziomie I. Ligi. W latach 1932–1941 występował w Admirze Wiedeń. W trakcie 9 kolejnych lat wywalczył w barwach tego klubu 4 mistrzostwa kraju oraz Puchar Austrii za sezon 1933/34.
W 1934 roku Vogl dotarł z Admirą do finału Pucharu Mitropa, gdzie jego zespół uległ w dwumeczu 4:7 AGC Bologna. Vogl zdobył bramkę w obu spotkaniach. Po aneksji Austrii przez Rzeszę Niemiecką wywalczył z Admirą wicemistrzostwo Niemiec w sezonie 1938/39, przegrywając w meczu finałowym 0:9 z FC Schalke 04.
W 1941 roku Vogl wraz z kolegą z zespołu Karlem Stoiberem przeszedł do drugoligowego Wiener AC. W sezonie 1941/42 wygrał ze swoim klubem grupę B 1. Klasse Wien i po fazie play-off awansował do austriackiej ekstraklasy. W 1945 roku zaczął pełnić funkcję grającego trenera klubu. W 1947 roku zakończył grę w piłkę nożną.

## Kariera reprezentacyjna
12 maja 1935 zadebiutował w reprezentacji Austrii w wygranym 5:2 meczu towarzyskim z Polską w Wiedniu, w którym zdobył dwie bramki. Pierwotnie w spotkaniu tym Austriacy wystąpić mieli jako kadra B, ostatecznie jednak ÖFB zgłosił je do FIFA jako oficjalne. W październiku tego samego roku Vogl wystąpił w meczu przeciwko Węgrom (4:4), zamykając swój dorobek w drużynie narodowej na dwóch występach i dwóch zdobytych golach.

### Bramki w reprezentacji
| LP | Data         | Miejsce               | Przeciwnik | Bramka | Rezultat | Ranga meczu     |
| -- | ------------ | --------------------- | ---------- | ------ | -------- | --------------- |
| 1. | 12 maja 1935 | Praterstadion, Wiedeń | Polska     | 2:0    | 5:2      | Mecz towarzyski |
| 2. | 12 maja 1935 | Praterstadion, Wiedeń | Polska     | 5:2    | 5:2      | Mecz towarzyski |

## Kariera trenerska
W drugiej połowie lat 40. XX wieku pełnił funkcję grającego trenera Wiener AC. W latach 1949–1956 prowadził akademię piłkarską Austrii Wiedeń. W latach 1956–1957 pracował jako pierwszy szkoleniowiec klubu, po czym powrócił do pracy w akademii. W 1958 i 1964 roku tymczasowo prowadził Austrię po odejściu odpowiednio: Karla Adamka oraz Eduarda Frühwirtha.

## Śmierć
Zmarł 16 grudnia 1991 w Wiedniu. 9 stycznia 1992 pochowano go na tamtejszym Cmentarzu Atzgersdorf.

## Sukcesy
Admira Wiedeń
- mistrzostwo Austrii: 1933/34, 1935/36, 1936/37, 1938/39
- Puchar Austrii: 1933/34

## Uwaga
1. ↑  Uwzględniono również mistrzostwa Niemiec 1939: 8 (2)